# Hlboké

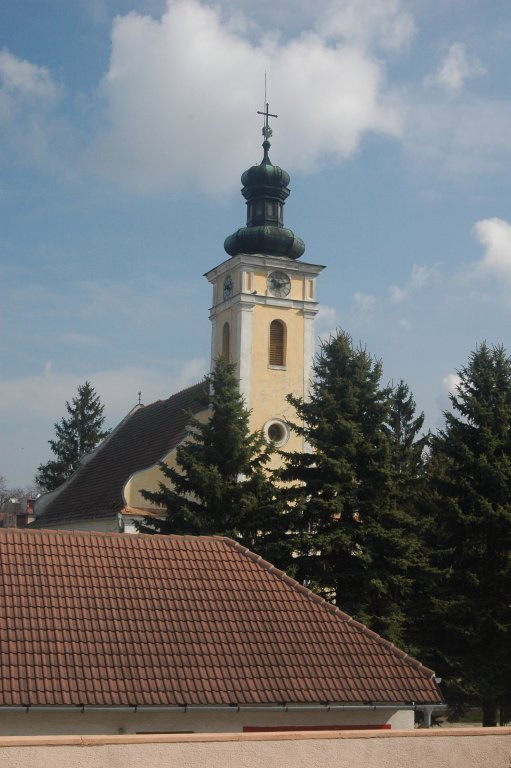
Hlboké

Hlboké is een Slowaakse gemeente in de regio Trnava, en maakt deel uit van het district Senica.
Hlboké telt 946 inwoners.